# Sklabiná
Sklabiná es un municipio del distrito de Veľký Krtíš en la región de Banská Bystrica, Eslovaquia, con una población estimada a final del año 2024 de 912 habitantes.
Se encuentra ubicado al suroeste de la región, en la cuenca hidrográfica del río Ipoly —un afluente izquierdo del Danubio— y cerca de la frontera con la región de Nitra y con Hungría.

## Demografía
| Año        | 1994 | 2004    | 2014    | 2024    |
| ---------- | ---- | ------- | ------- | ------- |
| Población  | 789  | 867     | 870     | 912     |
| Diferencia |      | +9,88 % | +0,34 % | +4,82 % |

| Año        | 2023 | 2024    |
| ---------- | ---- | ------- |
| Población  | 908  | 912     |
| Diferencia |      | +0,44 % |